# Miguel Montes
Miguel Ángel Montes Moreno (né le 12 février 1980 à Sensuntepeque au Salvador) est un footballeur international salvadorien, qui évoluait au poste de gardien de but.

## Biographie

### Carrière en sélection
Avec l'équipe du Salvador, il joue 43 matchs (pour aucun but inscrit) entre 2004 et 2011. 
Il figure dans le groupe des sélectionnés lors des Gold Cup de 2007, de 2009 et de 2011. Il atteint les quarts de finale de cette compétition en 2011.
Il joue également 14 matchs comptant pour les tours préliminaires de la coupe du monde 2010.

## Palmarès
Alianza
- Championnat du Salvador (2) :
  - Champion : 2001 (Ouverture) et 2004 (Clôture).
  - Vice-champion : 2002 (Clôture).